# Мейш-Вая
Мейш-Вая (англ. Maish Vaya) — переписна місцевість (CDP) в США, в окрузі Піма штату Аризона. Населення — 129 осіб (2020).

## Географія
Мейш-Вая розташований за координатами 32°10′13″ пн. ш. 112°8′3″ зх. д. / 32.17028° пн. ш. 112.13417° зх. д. (32.170295, -112.134197). За даними Бюро перепису населення США в 2010 році переписна місцевість мала площу 10,97 км², уся площа — суходіл.

## Демографія
Згідно з переписом 2010 року, у переписній місцевості мешкало 158 осіб у 41 домогосподарстві у складі 33 родин. Густота населення становила 14 особи/км². Було 59 помешкань (5/км²).
Расовий склад населення:
| - 98,1 % — корінних американців |

До двох чи більше рас належало 1,3 %. Частка іспаномовних становила 0,6 % від усіх жителів.
За віковим діапазоном населення розподілялося таким чином: 34,2 % — особи молодші 18 років, 58,2 % — особи у віці 18—64 років, 7,6 % — особи у віці 65 років та старші. Медіана віку мешканця становила 29,0 року. На 100 осіб жіночої статі у переписній місцевості припадало 102,6 чоловіків; на 100 жінок у віці від 18 років та старших — 89,1 чоловіків також старших 18 років.
За межею бідності перебувало 45,9 % осіб, у тому числі 74,4 % дітей у віці до 18 років та 60,0 % осіб у віці 65 років та старших.
Цивільне працевлаштоване населення становило 51 осіб. Основні галузі зайнятості: науковці, спеціалісти, менеджери — 19,6 %, мистецтво, розваги та відпочинок — 19,6 %, освіта, охорона здоров'я та соціальна допомога — 13,7 %, роздрібна торгівля — 11,8 %.

## Перепис 2000
- http://www.arizona-demographics.com/maish-vaya-demographics [Архівовано 4 березня 2016 у Wayback Machine.]
- http://arizona.hometownlocator.com/az/pima/maish-vaya.cfm [Архівовано 19 жовтня 2013 у Wayback Machine.]
- http://www.histopolis.com/Place/US/AZ/pima_County/maish_vaya [Архівовано 4 березня 2016 у Wayback Machine.]
- United States Census Bureau(англ.)[недоступне посилання з квітня 2019]